# Мономахи
Монома́хи (греч. Μονομάχος «единоборец») — знатный византийский род, из которого происходили император Константин IX (единственный император этой династии на троне), а также его неизвестная по имени родственница — мать киевского князя Владимира Мономаха. Фамилия переводится с греческого как «единоборец»; этим объясняется использование на фамильных печатях изображения Георгия Победоносца.
Истории точно неизвестно происхождение Мономахов. По одной версии Мономахи происходят из армянской аристократии. По другой версии Мономахи — греческого происхождения. Основные сведения о роде содержатся в письмах византийского историка Михаила Пселла.
Мономахи владели недвижимостью в Константинополе и занимали в городе судейские должности (протоспафарии, судьи ипподрома). Судьёй был отец будущего императора, Феодосий. Ранее XI века сведения о Мономахах попадаются в источниках очень редко и обрывочно:
- В правление императрицы Ирины некий патрикий Никита именовал себя Мономахом.
- В одном из своих писем (ок. 921 г.) патриарх Николай Мистик упоминает Мономаха — управляющего монастырскими имуществами.
- В житии Иоанникия Великого упомянут никомедийский епископ иконоборческих взглядов — «Мономах [единоборец], или, точнее, Феомах [богоборец]».
- Лев Магистр адресовал одно из писем патрикию Никите Мон[омаху] (последние буквы неразборчивы).

При Комнинах род Мономахов ушёл в тень, однако в XIII веке обзавёлся землями в Анатолии и дал ещё несколько значимых для византийской истории фигур:
- Георгий Мономах, дукс Диррахия при Никифоре III, после прихода к власти Комнинов отставлен от службы и бежал в Сербию, впоследствии прощён и вернулся.
- Иоанн Мономах, лишился состояния при турецкой осаде Филадельфии (1304), перебрался в Салоники, где сблизился с Никифором Хумном и заведовал вопросами обороны, в 1324 г. сопровождал в Филадельфию генерала Алексея Филантропена.
- Братья Георгий и Михаил Мономах Мономахи — генералы времён Палеологов, последний — эпарх и коноставл, умер не позднее 1345 года.

Последним из Мономахов под 1421 г. упомянут Георгий Мономах, заведовавший строительными делами в Салониках.